# Východní provincie (Rwanda)

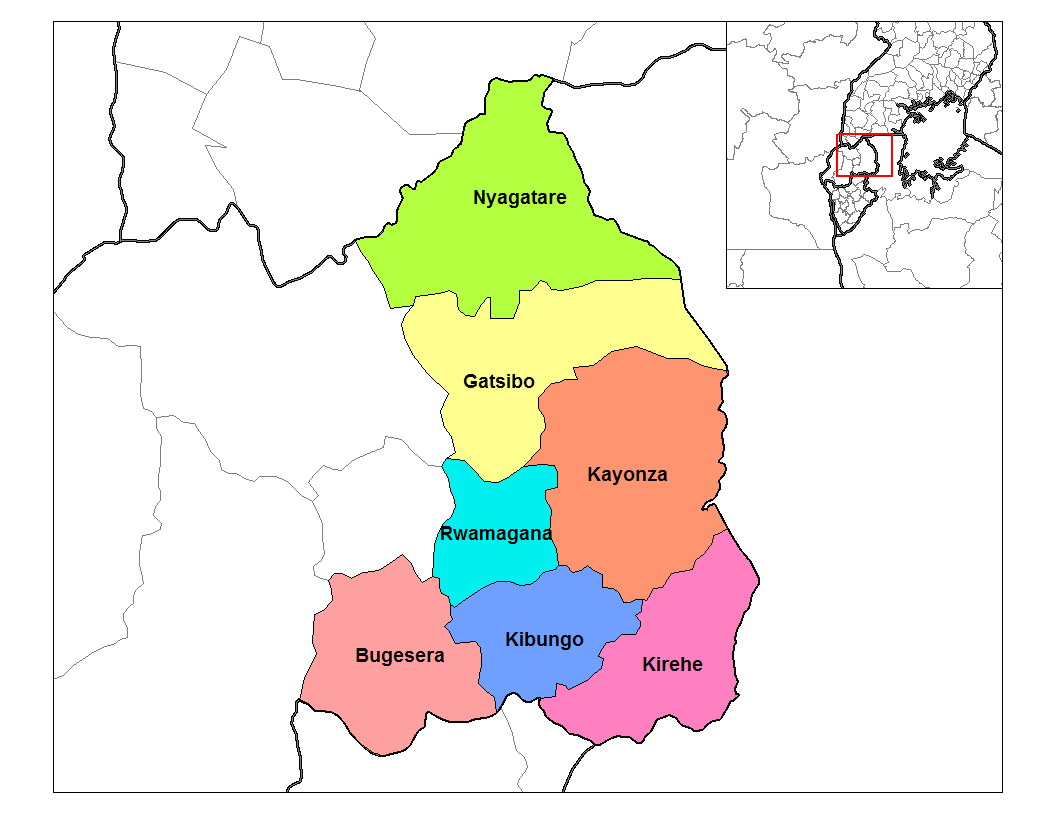
Distrikty ve Východní provincii

Východní provincie (v kinyarwandě Intara y'Iburasirazuba, francouzsky Province de l'Est, užívaný název je Est Province nebo jen zkráceně Est) je provincie a vyšší územně-správní jednotka ve Rwandě. Provincie vznikla 1. ledna 2006 jako jedna z nově ustanovených územních jednotek. Do konce roku 2005 byla Rwanda členěna na 12 prefektur, ale kvůli stále přetrvávajícím etnickým problémům bylo vytvořeno nové členění sestávající ze čtyř provincií a jednoho města (hlavní město Kigali). Správním centrem provincie je město Rwamagana. Počet obyvatel dosahuje 2,1 milionů.

## Geografie
Východní provincie sousedí na severu s Ugandou, na východě s Tanzanií, na jihu s Burundi, na západě se Severní a Jižní provincií a provincií Ville de Kigali. Z původního členění země zaujímá především území prefektur Kigali-Rural (známé také jako Kigali-Ngali), Umutara a Kibungo. Zaujímá také část původní provincie Byumba.
Východní provincie se dále člení na sedm distriktů, které tvoří nižší územně-správní jednotky:
- Bugesera
- Gatsibo
- Kayonza
- Ngoma
- Kirehe
- Nyagatare
- Rwamagana

Územím provincie protéká řeka Nil, která tvoří přírodní hranici s Tanzanií. Nadmořská výška se od severu snižuje. V jižních částech provincie jsou úrodné nížiny.

## Hospodářství
Hlavním zdrojem obživy obyvatel je převážně zemědělství. Pěstuje se rýže, jahody, fazole, káva, zelenina, maniok, banány a vanilka. Z živočišné výroby převažuje chov dobytka, ovcí a rybolov na zdejších jezerech a řekách. Zemědělství je ohroženo suchem a erozí. V provincii se nachází národní park Akagera, kde žijí chráněná zvířata.